# Baby, You're a Rich Man
Baby You're a Rich Man é uma canção escrita por John Lennon e Paul McCartney e gravada pela banda britânica The Beatles. A canção foi lançada como lado B do compacto All You Need Is Love, de 1967.

## Composição
Duas peças inacabadas foram combinadas para criar a canção, que começa com a parte composta por John, originalmente intitulada "One of the Beatiful People", e depois é alterada para o refrão composto por Paul, "Baby You're a Rich Man".
Especula-se que o homem rico ao qual a canção faz referência seja o empresário da banda, Brian Epstein.

## Lançamentos
A canção "Baby, You're a Rich Man" foi originalmente lançada como Lado B do compacto "All You Need Is Love" em 7 de Julho de 1967 na Grã-Bretanha e em 17 de Julho de 1967 nos Estados Unidos. Posteriormente, naquele mesmo ano, foi incluída na versão estadunidense do Magical Mystery Tour
A canção foi usada no filme Yellow Submarine, mas não foi incluída no álbum original da trilha sonora.
Está presente nos créditos finais do filme A Rede Social de David Fincher.

## Créditos
- John Lennon – vocais (dobrados), clavioline, piano
- Paul McCartney – vocal de apoio, piano, baixo
- George Harrison – vocal de apoio, guitarra, palmas
- Ringo Starr – bateria, tamborim, maracas, palmas
- Mick Jagger – vocal de apoio
- Eddie Kramer – vibrafone
- George Martin – produtor musical
- Keith Grant – engenheiro de som

Mick Jagger também estava presente na sessão de gravação e seu nome aparece em uma das fitas de gravação, possivelmente indicando que ele participou do vocal de apoio do final da canção.